# 皮特·科德
斯蒂芬·皮特·科德（英語：Stephen Pit Corder，1918年10月6日—1990年1月27日），是爱丁堡大学应用语言学的教授，以其在偏误分析上的研究的贡献而闻名。不仅如此，他还是英国应用语言学协会（1967-1970）的第一任主席，并对应用语言学领域在英国的发展起到了重要作用。

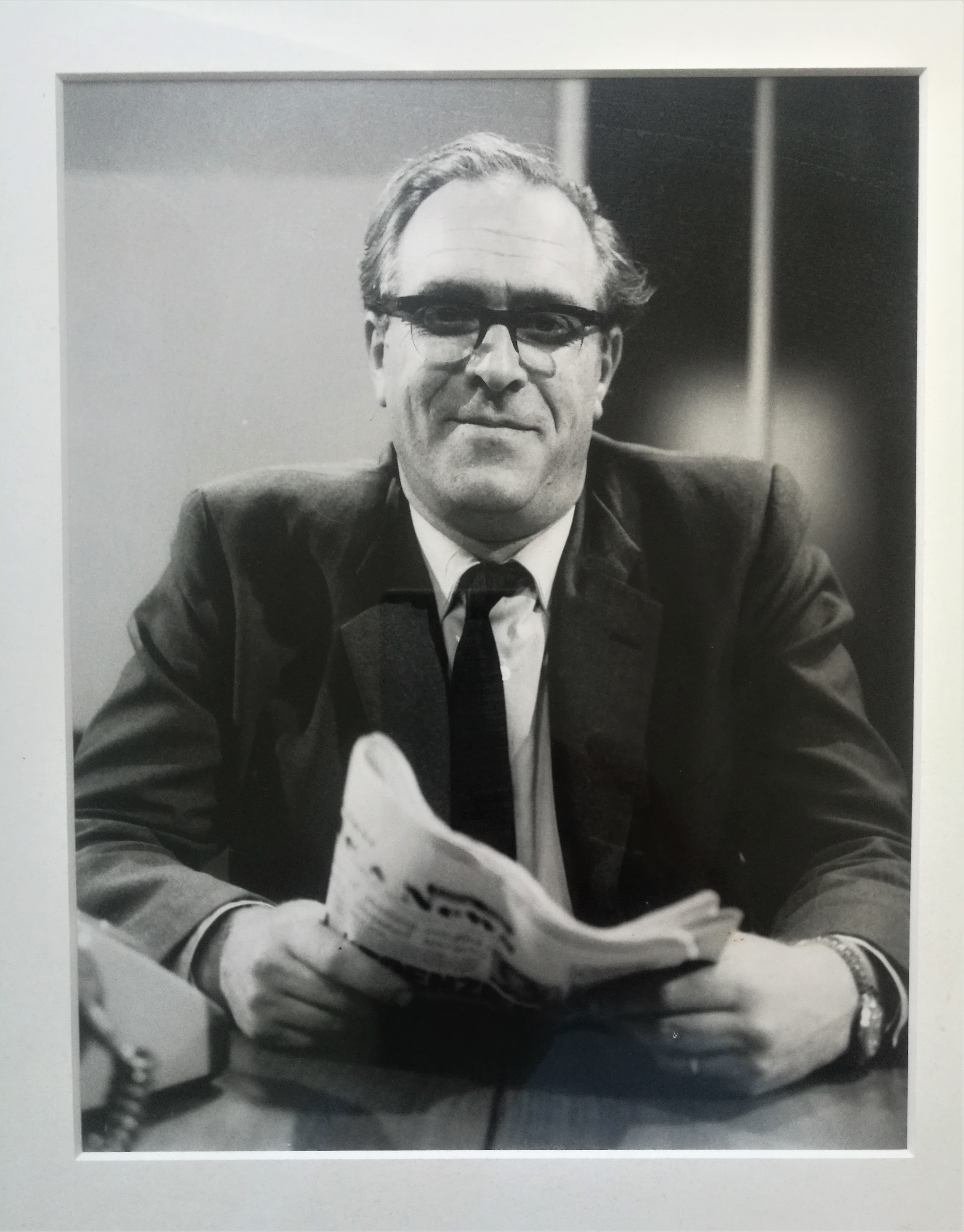

## 人物经历
皮特·科德出生在约克的一个信基督教的家庭。他的父亲菲利普·科德（Philip Corder）是一位当地的英语教师，他的母亲约翰娜·阿德里亚娜·范德梅尔希（Johnanna Adriana van der Mersch）是荷兰人。皮特就读于约克附近的布塔姆寄宿学校，那时他的父亲是学校的硕士。后来，从1936年开始到1939年，他都在牛津大学墨顿学院（Merton College）攻读现代语言。牛津大学毕业后，科德一直在大艾顿之友学校（Great Ayton Friends’School）任教，二战结束时还在芬兰和埃及的朋友救援组做救护工作，因此免于服兵役。1946年，他与他第二个表妹南希·普罗科特（Nancy Procter）结婚，并育有两个儿子和一个女儿。
战争结束后，科德分别在奥地利，土耳其，牙买加和哥伦比亚的英国文化协会就职。在此期间他教授课程，设计教学大纲，并准备了新的语言教学材料。在受雇于英国文化协会的同时，他于1957年加入了爱丁堡大学的应用语言学院。科德作为应用语言学的专家，他足以满足英国文化协会扩展世界各地的需求。经过一年的学习，他被送往尼日利亚去帮助那里开发电视英语教材。
在此之后，科德离开了英国文化委员会，离开的具体时间取決於不同的來源存在分歧：按英国应用语言学协会的说法，他于1961年离开协会，并在利兹大学任教。然而，根据他在牛津国家传记辞典中的记录，他被英国文化协会调往利兹。在1964年，科德离开组织，成为爱丁堡大学应用语言学院的校长，并在此度过余生。